# Bandeira de Toledo (Paraná)
A Bandeira de Toledo é um dos símbolos oficiais do município de Toledo, criada por Vítor Beal que foi o vencedor do concurso para a escolha da bandeira do município, no ano de 1972 e posteriormente instituída pela Lei Nº 2.347, de 1º de setembro de 2021.
A Bandeira Municipal de Toledo, de autoria intelectual de Vítor Beal, com heráldica de autoria do professor Arcinoé Antonio Peixoto de Faria.Lei 2.341